# (98494) Marsupilami
Pour les articles homonymes, voir Marsupilami (homonymie).
(98494) Marsupilami est un astéroïde de la ceinture principale découvert par Jean-Claude Merlin le 27 octobre 2000. Sa désignation provisoire était 2000 UN111. Son nom est un hommage au Marsupilami.